# Leucostoma politifrons
Leucostoma politifrons är en tvåvingeart som först beskrevs av Henry J. Reinhard 1974.  Leucostoma politifrons ingår i släktet Leucostoma och familjen parasitflugor.
Artens utbredningsområde är Kalifornien. Inga underarter finns listade i Catalogue of Life.